# スモールビジネス
スモールビジネス（英語: small business）とは企業の一形態。これは優良な中小企業やベンチャー企業を呼ぶ新たな名称である。

## 概説
近年になってから人材派遣やソフト開発などを行う中小企業やベンチャー企業が増大してきており、その中に存在する規模は小さいものの優良な企業のことがスモールビジネスと呼ばれている。従来ならば大企業であることが良いとされていたように、企業の良し悪しを判定する場合には企業の規模をそれの基準としていたのだが、その基準に当てはまらないような企業が増えてきているため、生まれた認識である。